# Iwan Lypa

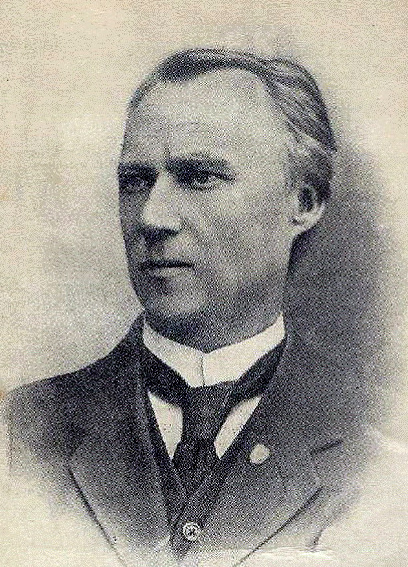
Iwan Lypa etwa 1919

Iwan Lwowytsch Lypa (ukrainisch Іван Львович Липа; * 12. Februarjul. / 24. Februar 1865greg. in Kertsch, Gouvernement Taurien, Russisches Kaiserreich; † 13. November 1923 in Wynnyky bei Lwiw, Polen) war ein ukrainischer Schriftsteller, Arzt und Politiker.

## Leben
Iwan Lypa war seit 1888 Student an der medizinischen Fakultät der Universität Charkiw und als solcher im Sommer 1891 einer der Gründer der Taras-Bruderschaft, einer Geheimorganisation, die sich für eine stärkere Verbreitung der ukrainischen Sprache und Kultur und für eine politische Unabhängigkeit der Ukraine einsetzte. Im April 1893 veröffentlichte er unter einem Pseudonym deren Ziele in der Zeitschrift Prawda. 1893 wurde er aufgrund seiner Mitgliedschaft in der Bruderschaft für über ein Jahr eingesperrt. Nach seinem Studium an der Universität Kasan war er als Arzt zunächst im Gouvernement Cherson, dann in Poltawa und zwischen 1902 und 1918 in Odessa tätig.
Er war Mitglied des Zentralkomitees der ukrainischen Partei der Sozialisten und war während des ukrainischen Unabhängigkeitskampfes zunächst ukrainischer Kommissar von Odessa und anschließend in den Regierungen von Wolodymyr Tschechiwskyj und Serhij Ostapenko Minister für religiöse Angelegenheiten der Volksrepublik Ukraine. Nachdem sich die ukrainische Regierung ins polnische Tarnów abgesetzt hatte, leitete er 1921 den Rat der Republik und wurde Gesundheitsminister in der Exilregierung der Volksrepublik Ukraine. 1922 zog er nach Wynnyky bei Lemberg, wo er 1923 starb. Als Schriftsteller erlangte er durch seine symbolische und philosophische Poesie und Kurzgeschichten Bekanntheit und schrieb zudem Geschichten für Kinder.
Iwan Lypa war der Vater des ukrainischen Schriftstellers, Journalisten, Arzt und prominente Figur des ukrainischen Nationalismus Jurij Lypa (Юрій Іванович Липа 1900–1944).